# سووینوو
سووینوو (صربی: Svojnovo}} یک منطقهٔ مسکونی در صربستان است که در Pomoravlje District واقع شده‌است.
 سووینوو  ۱٬۳۸۶ نفر جمعیت دارد.